# Cal Marçal de la Figuerosa
Cal Marçal és una casa de la Figuerosa, al municipi de Tàrrega (Urgell), inclosa a l'Inventari del Patrimoni Arquitectònic de Catalunya.

## Descripció
És una casa subdividida en diverses estances diferenciades. Per una banda té la galeria o terrassa, formada per dos pisos horitzontals. Un primer pis, dotat de dues arcades de mig punt sostingudes per una columna central de pedra amb basament i capitell decorat. Aquestes arcades estan formades amb dovelles de pedra camuflades en el mur arrebossat. Condueixen a una galeria amb balconada i sostre allindat amb bigues de fusta. El segon pis presenta una segona terrassa però amb arcades molt rebaixades i sense columna central. El sostre, sota teulada, torna a ser allindanat amb bigues de fusta.
La casa consta de planta baixa i dos pisos. La porta d'entrada, a la planta baixa, està emmarcada en pedra i allindanada. Cal destacar, en aquest cas, la llinda de Cal Marçal, ja que porta una inscripció referent a la data de construcció de l'edifici: 1798.
Tant la primera com la segona planta tenen dues obertures a la façana, una damunt de l'altra. Són dues finestres allargassades emmarcades amb pedra i les quals desemboquen en una balconada. L'única diferència és que aquest balcó, en la primera planta ocupa tota l'amplada. La finestra del segon pis aporta una llinda referent a la família Marsal: "Marsal Ortis".
Cal destacar l'arc de pas que separa el carrer Major amb la plaça de l'Església. Està format per una arcada de mig punt rebaixat de pedra on a sobre té lloc tres finestrals seguits que donen llum a l'interior. Està cobert amb teula àrab.